# Système d'observation et d'information des Alpes
Le SOIA, Système d’observation et d'information des Alpes  est un réseau scientifique dont le but est d’optimiser la communication sur les priorités en matière de recherche.  Il est coordonné par le Secrétariat Permanent de la Convention alpine.

## Activités
La diffusion des résultats de la recherche dans l’espace alpin figure parmi les objectifs fondamentaux du SOIA. Il promeut en outre le développement des politiques et la mise en œuvre des priorités telles que définies dans la Convention alpine et ses protocoles et telles qu’identifiées par les activités scientifiques dans le cadre de la Convention alpine.
Les fonctions du  SOIA incluent la documentation des résultats de la recherche et la réalisation d’un Catalogue alpin des sources de données, ainsi que la création d’indicateurs et le travail thématique sur des arguments bien précis, tels les transports, l’eau, le climat, les risques naturels, etc. Cela fournit  en plus d’utiles informations et des évaluations compétentes, afin d’offrir une représentation globale de l’espace alpin.  Une des activités principales du SOIA est constituée par l’élaboration régulière du Rapport sur l’état des Alpes (RSA).

### Rapport sur l’état des Alpes
Le Rapport sur l’état des Alpes, publié de manière périodique fournit des informations sur le développement écologique, économique et social dans les Alpes. Le Rapport fournit aux personnes du monde de la politique, de l’administration, des médias, et de la science une base d’informations sur l’état et le futur de la région alpine. De plus, cet ouvrage standard offre des points de repères importants pour la formulation de stratégies appropriées. 
Les représentants des États alpins, les nombreux réseaux et institutions du Secrétariat permanent de la Convention alpine, ainsi que des scientifiques et des experts ont collaboré lors de l’élaboration de ce rapport.  Les données ont été évaluées, vérifiées et comparées avec les informations  fournies par les Parties contractantes, et les tendances analysées afin d’identifier au plus tôt les défis futurs.
- Le premier Rapport sur l’état des Alpes a été consacré aux transports et à la mobilité. Il est disponible dans toutes les langues officielles de la Convention alpine et également en anglais.
- Le deuxième Rapport sur l’état des Alpes, dont le thème principal est l’eau, est disponible dans toutes les langues officielles de la Convention et également  en anglais[2].
- Le troisième Rapport sur l’état des Alpes est actuellement en cours de rédaction: son thème est le développement rural durable et l'innovation. Il sera remis aux ministres des parties contractantes de la Convention alpine lors de la prochaine conférence alpine en mars 2011. À l'issue de cette conférence, le choix du thème du quatrième Rapport sur l’état des Alpes sera défini.

## Quelques projets d’intérêt
Le Secrétariat permanent de la Convention alpine est observateur officiel de certains projets qui intéressent les thèmes stratégiques pour la Convention alpine. Bon nombre de ces projets sont cofinancés par le Programme UE de Coopération territoriale « Espace alpin ».

### Projets conclus
Alpcheck
Le projet AlpCheck2 a débuté en 2006 et s’est conclu en juin 2008. Le principal objectif a été de créer un Système informatif capable de recueillir et harmoniser des données concernant le trafic provenant de sources différentes. En Europe, de nombreuses organisations recueillent des données sur le trafic, mais dans la majorité des cas, utilisent des méthodologies différentes les unes des autres et obtiennent des résultats différents.  Cela conduit à une grande incertitude dans la compréhension des conditions de trafic dans la région alpine, et nuit surtout à la mise en œuvre de politiques de trafic et de transport efficaces, en particulier du point de vue de la mobilité durable. Un autre objectif du projet AlpCheck est celui d’identifier, tester et évaluer différentes technologies pour le suivi de différentes catégories du trafic moyennant six projets pilote.
ClimChAlp
Le principal objectif du projet a été celui de définir les stratégies applicables au niveau transnational pour la prévention des risques liés aux impacts du changement climatique dans la région alpine et la mise en œuvre de possibles mesures d’adaptation. Le projet avait pour ambition de contribuer au développement durable des Alpes dans les champs de la programmation territoriale et des risques naturels, étant donné leur importance physique et socio-économique. L’activité scientifique du projet a eu pour but de fournir un cadre de synthèse fondé sur les connaissances existantes de l’évolution climatique et de ses conséquences pour le massif alpin.
KnowForAlp
L’objectif principal de KnowForAlp (Knowledge Network Forestry in the Alpine Space) a été la création d’un réseau étendu à tout le territoire alpin pour forestier et propriétaires forestiers afin de favoriser un large échange et transfert de connaissances. Quatre parmi les différents partenaires ont mis en place la plateforme waldwissen.net ,.
Lexalp
L’objectif central du projet était l’harmonisation de la terminologie juridique utilisée dans la Convention alpine dans ses quatre langues officielles (allemand, français, italien et slovène) en particulier dans les thématiques du développement durable et de la planification territoriale. Ont été développées des ressources on-line soutenant les objectifs du projet. L’harmonisation permet de garantir une plus grande clarté et univocité à la terminologie utilisée dans les échanges internationaux, et de favoriser ainsi la collaboration dans les Alpes, soutenant le projet commun de développement social, économique et culturel des pays alpins.
MONITRAF
MONITRAF relève et analyse les répercussions du trafic routier inter-alpin et transalpin le long des quatre principaux couloirs de transit : le Brenner,  le Fréjus, le Saint-Gothard et le Mont Blanc. Sur la base de l’analyse de la situation actuelle des couloirs, une série de mesures sont élaborées afin de réduire les impacts négatifs dus au trafic et pour améliorer la qualité de vie dans la région alpine. Dans une prospective globale, on veut éviter que les mesures adoptées dans un des axes ne supposent une charge supplémentaire majeure dans les autres axes.
PUSEMOR
Il Progetto “PUSEMOR” mira a sviluppare strategie sostenibili e soluzioni innovative per migliorare l’offerta di servizi pubblici nelle aree montane scarsamente popolate al fine di sviluppare queste regioni sia dal punto di vista economico che da quello residenziale. Per raggiungere questi obiettivi, il progetto ha sia una dimensione analitica che strategico/politica.

### Projets en cours
ACCESS
ACCESS est un projet qui a pour objectif d’améliorer l’accessibilité aux services d’intérêt général dans les  zones de montagne. Il tente d’innover au niveau de l’organisation des SIG dans les zones de montagne faiblement peuplées, notamment grâce aux nouvelles technologies de l’information (internet inclus) et en encourageant les systèmes de mobilité intégrés, tournés vers la demande.
AlpCheck2
Le projet AlpCheck2 a pour objectif de créer un modèle de transport routier qui couvre l’entière zone alpine, afin d’aider les décideurs publics en leur fournissant différents types d’information gratuite et en-ligne sur le trafic : données sur le trafic actuel, simulations pour les prévisions futures, données environnementales sur différentes catégories d’émissions, propositions de solutions et introduction aux technologies innovatrices. L’objectif est d’améliorer la qualité de vie et stimuler la compétitivité dans les Régions alpines en utilisant des instruments de gestion et de planification du transport.
Alp Water Scarce
Alp-Water–Scarce est un projet dont l’objectif est de développer des stratégies de gestion des ressources hydriques et un système d’alerte précoce pour lutter contre les pénuries d’eau dans les Alpes.
CLISP
CLISP se concentre sur les défis que doit affronter la planification spatiale envers le changement climatique et comment contribuer à l’adaptation au changement climatique. CLISP s’engage pour faire de la planification territoriale un facteur-clé  pour le développement durable face aux adversités du changement climatique.
CO2 Neutralp
CO2Neutralp est un projet construit avec l’objectif de démontrer qu’une mobilité compatible avec la protection de l’environnement est faisable grâce aux énergies renouvelables. De septembre 2008 à août 2011 quinze partenaires de cinq pays alpins vont tester l’hypothèse, et explorer les possibilités et obstacles  des technologies alternatives de propulsion, afin de faire entrer les transports dans l’ère solaire.
Econnect
Le projet Econnect a pour but d’améliorer la connectivité écologique à travers le massif des Alpes. La Convention alpine est directement impliquée dans ce projet, avec des institutions scientifiques et des partenaires locaux de mise en œuvre. Toutes ces institutions ont mis en commun leurs forces afin de prouver la nécessité de la connectivité écologique et d’étudier les meilleures options pour une action coordonnée et le développement d’instruments innovants.
iMonitraf!
iMONITRAF! (Monitorage des effets dus au trafic routier dans l’espace alpin et mesures communes) L’objectif du projet est de développer un large réseau politique de régions alpines et de stratégies communes pour le trafic transalpin. Il est opérationnel depuis le mois d’octobre 2009 et il poursuit les mesures d’innovation pour un développement régional plus durable en réduisant les effets négatifs du trafic routier transalpin.
MANFRED
Les conditions écologiques des forêts alpines changent sous l’effet du changement climatique, avec des conséquences encore incertaines sur les fonctions écologiques, sociales ou de protection contre les risques naturelles des forêts.  MANFRED est un projet qui tente de combler les lacunes existantes entre la recherche et la gestion sur le terrain afin d’améliorer la gestion du patrimoine forestier.
SHARE
Ce projet soutient le développement de production d’hydroélectricité durable dans les écosystèmes de rivières alpines. La plus importante ressource renouvelable pour la production d’électricité sur le territoire alpine présente certains avantages dans l’équilibre global de CO2, mais il a toutefois aussi un impact important sur l’environnement. Les partenariats transnationaux sont pensés pour développer, tester et promouvoir un système de prise de décision à utiliser sur des écosystèmes de rivière et les exigences de centrales hydroélectriques. Ceci représente un défi important pour les territoires de montagne afin de trouver un équilibre entre la protection de l’environnement et l’usager final.
SILMAS
SILMAS est un programme qui fournit des instruments durables pour la gestion des lacs dans l’Espace Alpin. Il traite des domaines suivants : la gestion de l'eau, la gouvernance, le changement climatique et enseignement / apprentissage institutionnel. Les lacs naturels et artificiels sont une caractéristique principale de l’Espace Alpin et appartiennent au patrimoine naturel européen, qui doit être restauré et préservé. Ce programme, avec l’échange de bonnes pratiques, d’expérience partagée et  l’expérimentation de nouvelles méthodes, fournira aux 15 partenaires de cinq pays (Slovénie, Italie, Autriche, Allemagne, France) des outils efficaces.

## Réseaux de recherche
La Convention alpine n’est pas un centre de recherche, mais elle soutient et promeut la recherche alpine. La recherche et les réseaux de recherche dans l’arc alpin se basent sur des données et informations locales, régionales, nationales et internationales. Des réseaux spécifiques ont été  mis en place sur différentes thématiques, le temps de la réalisation d’un projet ou bien comme structure permanente dès lors qu’elles sont reprises dans des  dispositions de loi. Le Comité Scientifique de la Recherche Alpine (ISCAR) est un réseau d’instituions dont l’objectif est l’èchange d’information sur la recherche alpine. 
- Swiss Academies of Arts and Sciences[21]
- Austrian Academy of Sciences[22]
- Bavarian Academy of Sciences and Humanities[23]
- Slovenian Academy of Sciences and Arts[24]
- Ente Italiano della Montagna[25]
- University and Research Pole Grenoble[26]

## Indicateurs
Le Groupe de travail Objectifs de qualité environnementale et indicateurs de la Convention alpine a élaboré une ample gamme d’indicateurs communs pour tout le territoire alpin, qu’il faudrait utiliser comme base pour le suivi à long terme et le développement durable des Alpes, la définition et la vérification des succès et des lacunes dans la mise en œuvre, ainsi que les risques et les tendances alpines. Les indicateurs sont liés aux objectifs de la convention et de ses protocoles,.

## Bases de données
La base de données de la Convention alpine contient des informations sur les indicateurs et une sélection de cartes, de bonnes pratiques et autres données.
En outre, la base de données du projet DIAMONT est aussi disponible. 
La base de données du projet LexALP est une base de données terminologique dans les quatre langues de la Convention alpine. 
- LexALP Term Bank
- LexALP corpus
- « Bibliographic Database »(Archive.org • Wikiwix • Archive.is • Google • Que faire ?)
- « Term Tools »(Archive.org • Wikiwix • Archive.is • Google • Que faire ?)